# USS 에식스 (CV-9)
USS 에식스 (CV/CVA/CVS-9)(영어: USS Essex)는 24척의 에식스급 항공모함의 네임쉽이다. 에식스라는 이름이 붙은 미 해군의 함선은 이 항공모함이 4번째이다. 1942년 12월에 취역하여 태평양 전역에서 작전을 수행했다. 종전 후, 얼마 안 있어 퇴역했지만 1950년대, 현대화되어 공격 항공모함(CVA)으로 재취역했다. 그리고, 대잠 항공모함(CVS)으로 개조되었다. 그 후, 주로 대서양에서 활동을 했으며, 쿠바 미사일 위기도 겪었다. 에식스는 한국 전쟁에도 참전했다.
에식스는 최종적으로 1969년에 퇴역하고 1975년에 폐기되었다.